# (2379) Heiskanen
(2379) Heiskanen est un astéroïde de la ceinture principale.

## Description
(2379) Heiskanen est un astéroïde de la ceinture principale. Il fut découvert le 21 septembre 1941 à Turku par Yrjö Väisälä. Il présente une orbite caractérisée par un demi-grand axe de 3,17 UA, une excentricité de 0,28 et une inclinaison de 0,5° par rapport à l'écliptique.

## Compléments